# Erythrina crista-galli

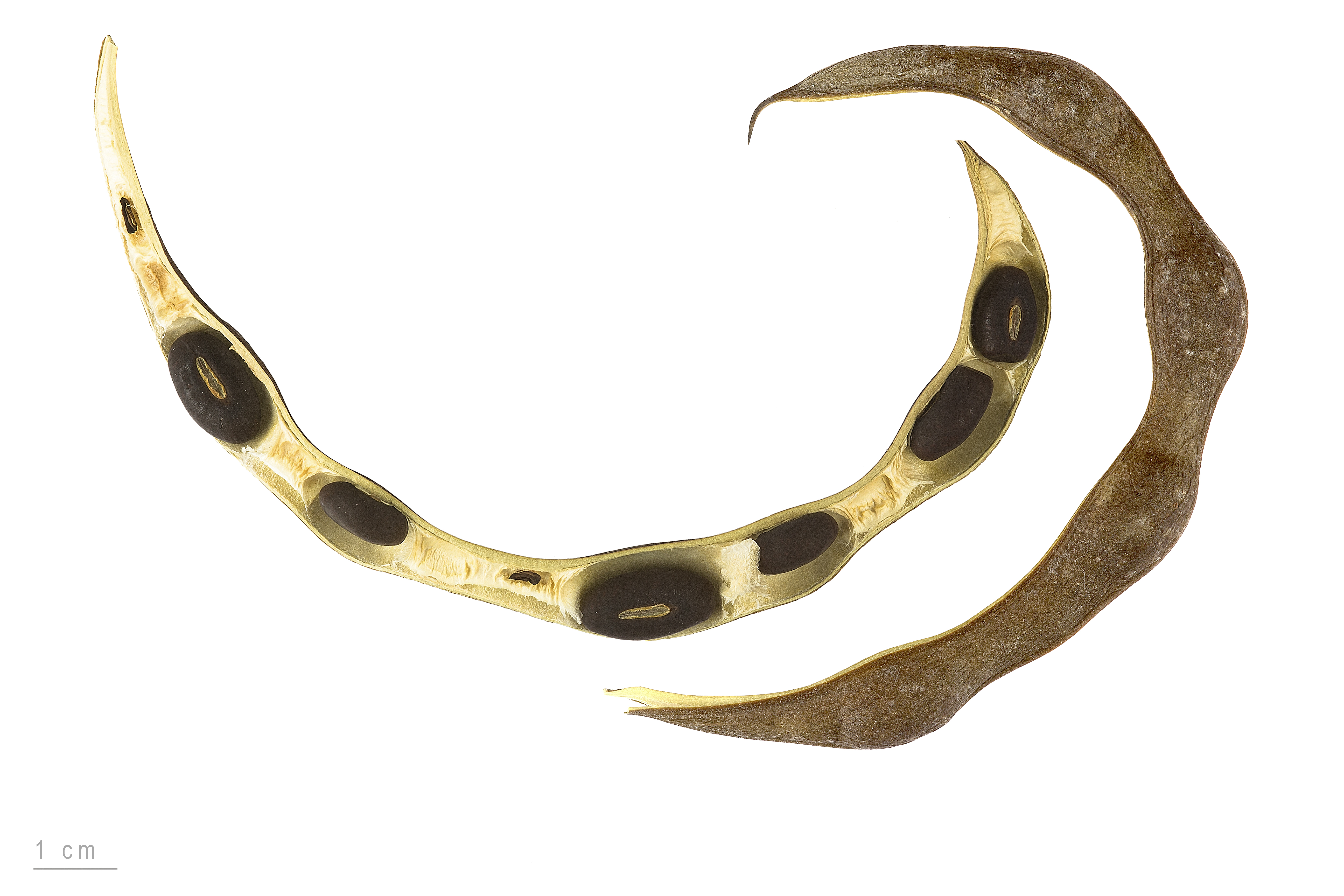
Erythrina crista-galli

Erythrina crista-galli is een soort koraalboom (Erythrina), een bloeiende plant uit de vlinderbloemenfamilie (Fabaceae). Erythrina crista-galli komt van nature voor in Argentinië, Uruguay, Brazilië en Paraguay. De soort wordt op grote schaal aangeplant als straat- en tuinboom in Californië. Hij staat onder diverse namen bekend in Zuid-Amerika, zoals ceibo, seibo (Spaans), corticeira (Portugees) en bucaré. In het Engels wordt de boom de cockspur coral tree genoemd.
Erythrina crista-galli is een kleine boom, de omtrek van de stam gaat ongeveer tot 50 cm. Normaal gesproken groeit hij 5-8 m hoog, hoewel in de Argentijnse provincies Salta, Jujuy en Tucumán bomen zouden voorkomen van 10 m. De boom bloeit in de zomer, van oktober tot april in Zuid-Amerika en van april tot oktober in het noordelijk halfrond.
De bloem van de boom is de nationale bloem van Argentinië (sinds 23 december 1942) en Uruguay.
Deze soort groeit voornamelijk in galerijbossen langs waterlopen en in moerassen en waterrijke gebieden. In stedelijke omgevingen wordt hij vaak aangeplant in parken omwille van zijn heldere rode bloemen.